# Panateneas

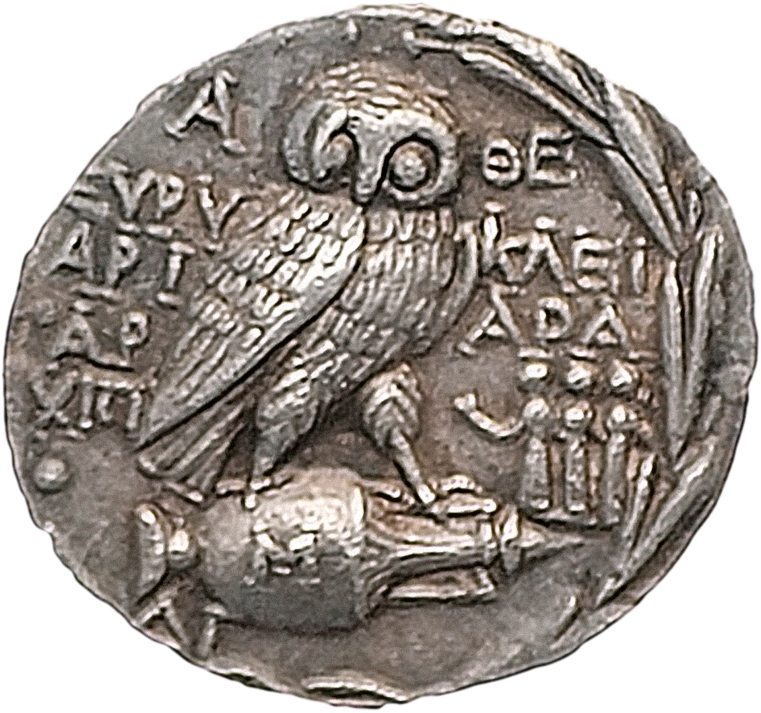
Moneda tetradracma de los Juegos Panatenaicos, del siglo II a. C. La lechuza se emplea como símbolo de la diosa Atenea, a quien le eran consagradas estas celebraciones.

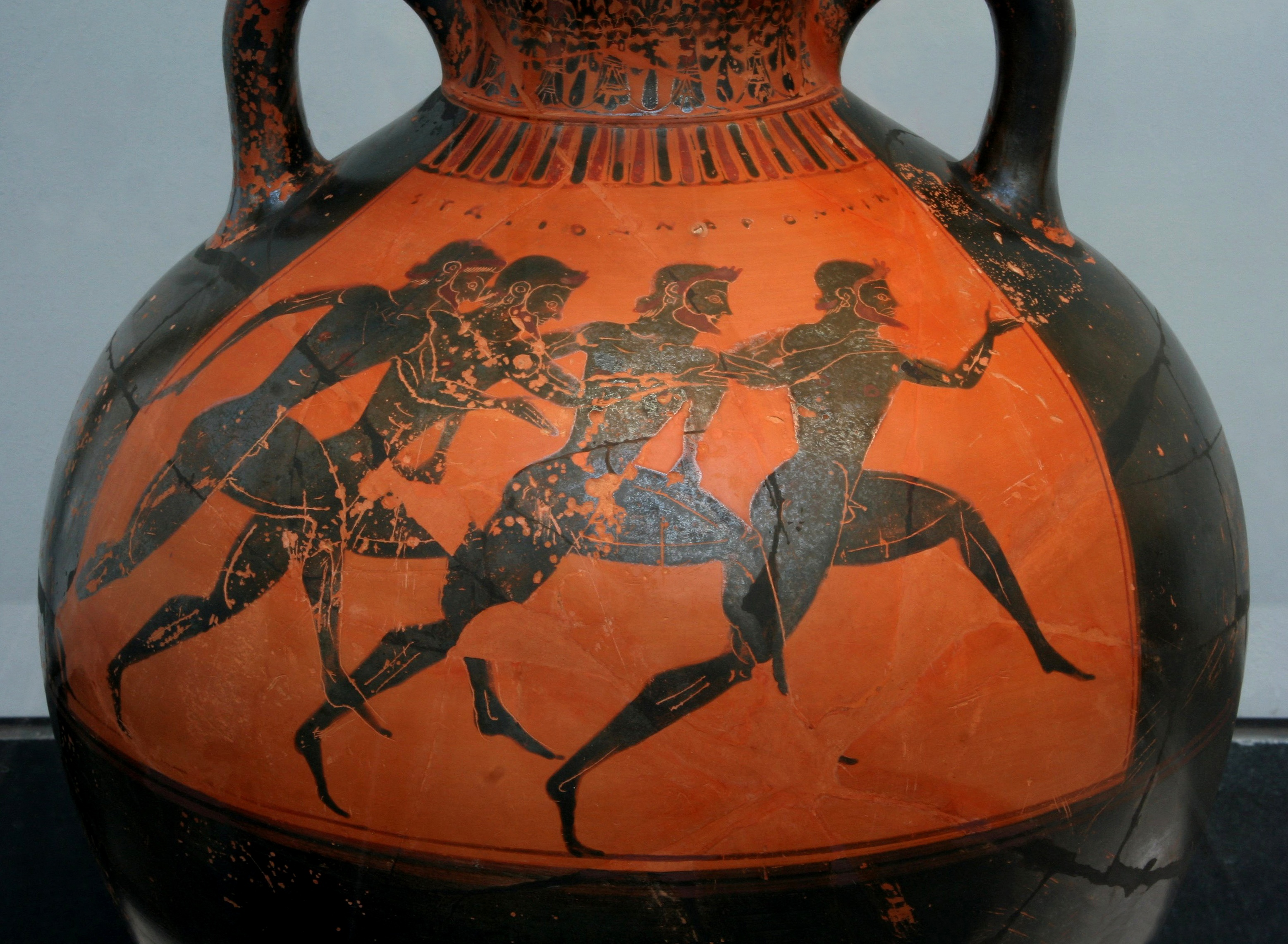
Representación de una competición de las Panateneas en una vasija de figuras negras.

Los Juegos Panatenaicos o Panateneas (en griego antiguo Παναθήναια/Panatếnaia) eran un ciclo de fiestas religiosas, artísticas y deportivas, que se llevaban a cabo todos los años en Atenas dedicadas a la diosa Atenea Poliada (protectora de la ciudad), y que tenían lugar durante algunos días del mes de hecatombeón (primer mes en el calendario ático) equivalente a finales del mes de julio actual o principios de agosto. Eran las celebraciones religiosas más antiguas e importantes de Atenas. 
Por otra parte, y cada cuatro años, se celebraban las Grandes Panateneas que duraban más que las anuales y que eran las más prestigiosas y apreciadas por los ciudadanos de Atenas, similares, en importancia, a los Juegos Olímpicos o los Juegos Panhelénicos. Además había desfiles militares desde el Cerámico hasta la Acrópolis pasando por el Ágora.

## Origen mítico
Según una tradición, el mítico rey Erictonio, tras convertirse en rey de Atenas, erigió una estatua de madera de Atenea e instauró la festividad de las Panateneas. Sin embargo, otra versión relatada por Plutarco decía que la Panatenea, concebida como un sacrificio común, había sido instaurada por Teseo. Según Harpocración, las fiestas se habían denominado anteriormente Ateneas.
Por otra parte, la alusión que hace Homero a una festividad en Atenas donde se sacrificaban toros y corderos en un templo que Atenea compartía con Erecteo es considerada como una primera alusión a las Panateneas.

## Eventos
Los actos principales que tenían lugar en las Panateneas anuales eran la procesión, los sacrificios y la fiesta nocturna y además se desarrollaban algunas competiciones solo para atenienses entre las que al parecer figuraban una danza de hombres armados, una carrera de antorchas y el concurso de belleza masculina conocido como evandria. En las Grandes Panateneas, además de estos mismos actos, se desarrollaban otras competiciones atléticas, ecuestres y artísticas en las que podían participar otros griegos no atenienses.

### Competiciones

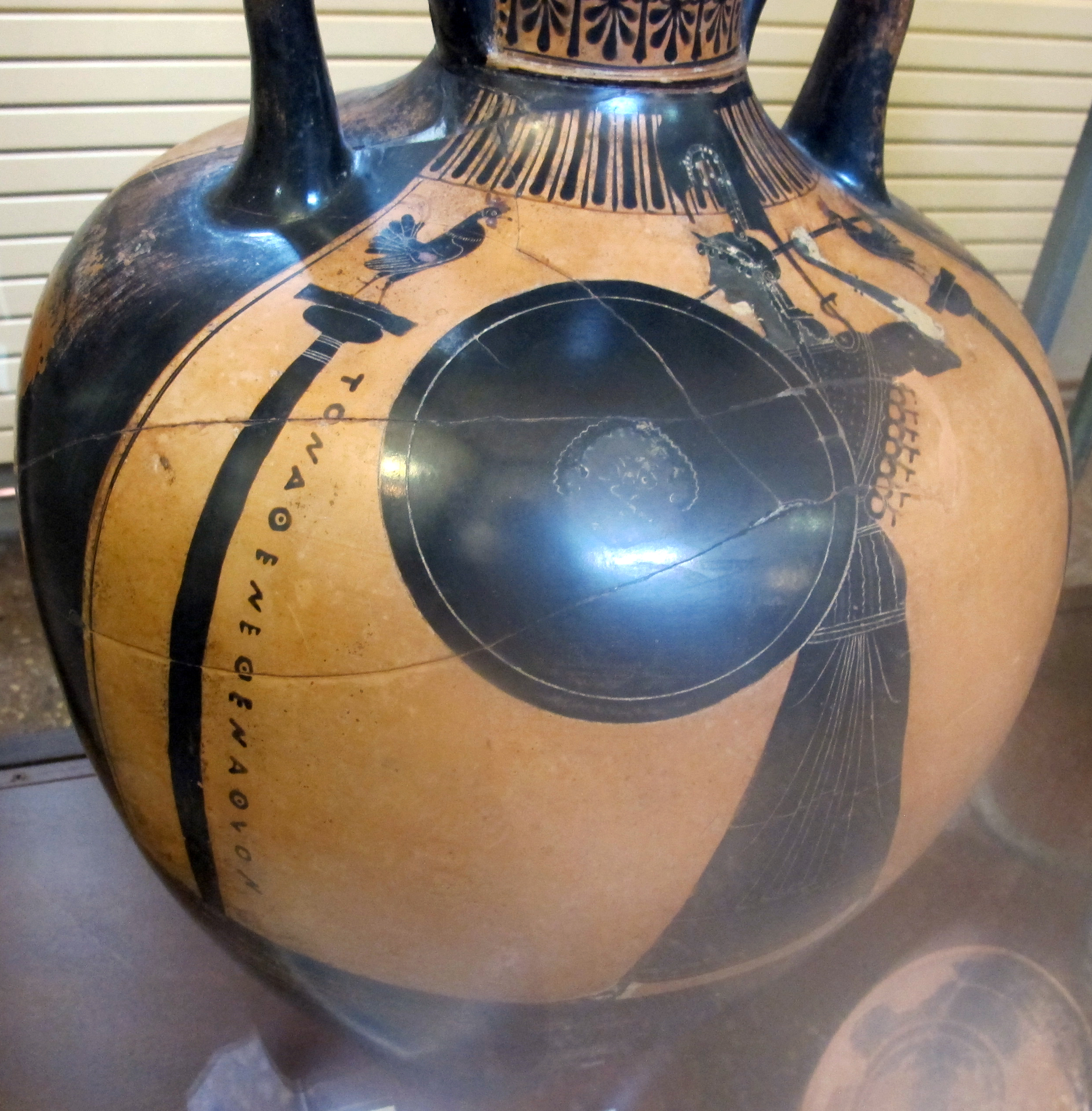
Ánfora panatenaica donde aparece un gallo sobre una columna y la inscripción ΤΟΝ ΑΘΕΝΕΘΕΝ ΑΘΛΟΝ junto a la figura de Atenea Prómacos. Hacia 450-420 a. C., Museo de Bolonia.

Sobre la base de un festival anterior del que se no se conocen apenas detalles, las Grandes Panateneas fueron remodeladas o creadas en 566 a. C., bajo el arconte Hipoclides o, según otras fuentes, por Pisístrato. Esta reorganización, inspirada en los Juegos Píticos, incluía competiciones deportivas además de certámenes de poesía y música. 
Había competiciones que eran exclusivas para los atenienses y otras abiertas para todos los griegos. Entre estas últimas, se incluían carreras (estadio, diaulo, dólico y carreras de hombres armados), pugilato, lucha, pancracio, pentatlón, lanzamiento de jabalina a caballo y carreras de cuadrigas de muy diversas modalidades. Los vencedores de los certámenes artísticos (recitado y música) eran premiados con una corona de oro y con dinero mientras los ganadores de las carreras recibían como premio ánforas panatenaicas que contenían aceite de oliva procedentes de los olivos sagrados de Atenas. Las ánforas estaban cinceladas por un lado con la imagen de la diosa y por el otro con un grabado del vencedor de la prueba. Además, figuraban dos columnas con dos gallos sobre ellas posteriormente sustituidos por Victorias aladas, así como la inscripción ΤΟΝ ΑΘΕΝΕΘΕΝ ΑΘΛΟΝ, que indicaba que formaba parte de los premios de Atenas.
Los juegos reservados a los atenienses incluían una carrera con antorchas (retomada por los relevos de antorcha de los Juegos Olímpicos modernos) que partía desde el santuario de la Academia, situado a 1500 metros fuera de la muralla, en cuyo altar se encendían las antorchas. Su recorrido pasaba por el cementerio del Cerámico, entraba por la puerta Dípilon, pasaba por el Pompeion, cruzaba toda el ágora de Atenas a lo largo de la vía panatenaica y concluía en la Acrópolis.
Otra modalidad era la carrera de carros conocida como la de los apóbatas, en la que en un momento dado el apóbata debía saltar del carro y acabar la carrera a pie o bien, según otros autores, desmontar y volver a montar en el carro en diversos momentos. Otras competiciones tribales reservadas solo para atenienses incluían batallas de caballería (antipasia), regatas, la danza pírrica (aparentemente ejercicios militares con música) y la evandria (un concurso de belleza entre los atletas). Los ganadores de estas competiciones recibían premios en metálico y animales.
Al menos desde el siglo VI a. C., tanto las competiciones atléticas como las poéticas, las musicales y las hípicas se desarrollaban en el ágora. En el 446 a. C. los concursos de música y de recitado se trasladaron al odeón. En el siglo IV a. C. desde la época del Licurgo los concursos atléticos pasaron a realizarse en el Estadio Panatenaico (cuya ubicación es objeto de debate) y probablemente también desde el siglo IV a. C. las competiciones hípicas tenían lugar en el hipódromo ubicado en el demo de Equelidas, pese a que algunas competiciones seguían celebrándose en el ágora en el siglo II a. C.
Las pruebas y los concursos estaban organizados y supervisados por diez magistrados especiales que se elegían cada cuatro años, los athlotétes. Estos magistrados también se encargaban de organizar la procesión, de garantizar que el peplo fuera elaborado y de la entrega de las ánforas con aceite a los vencedores.

### La procesión

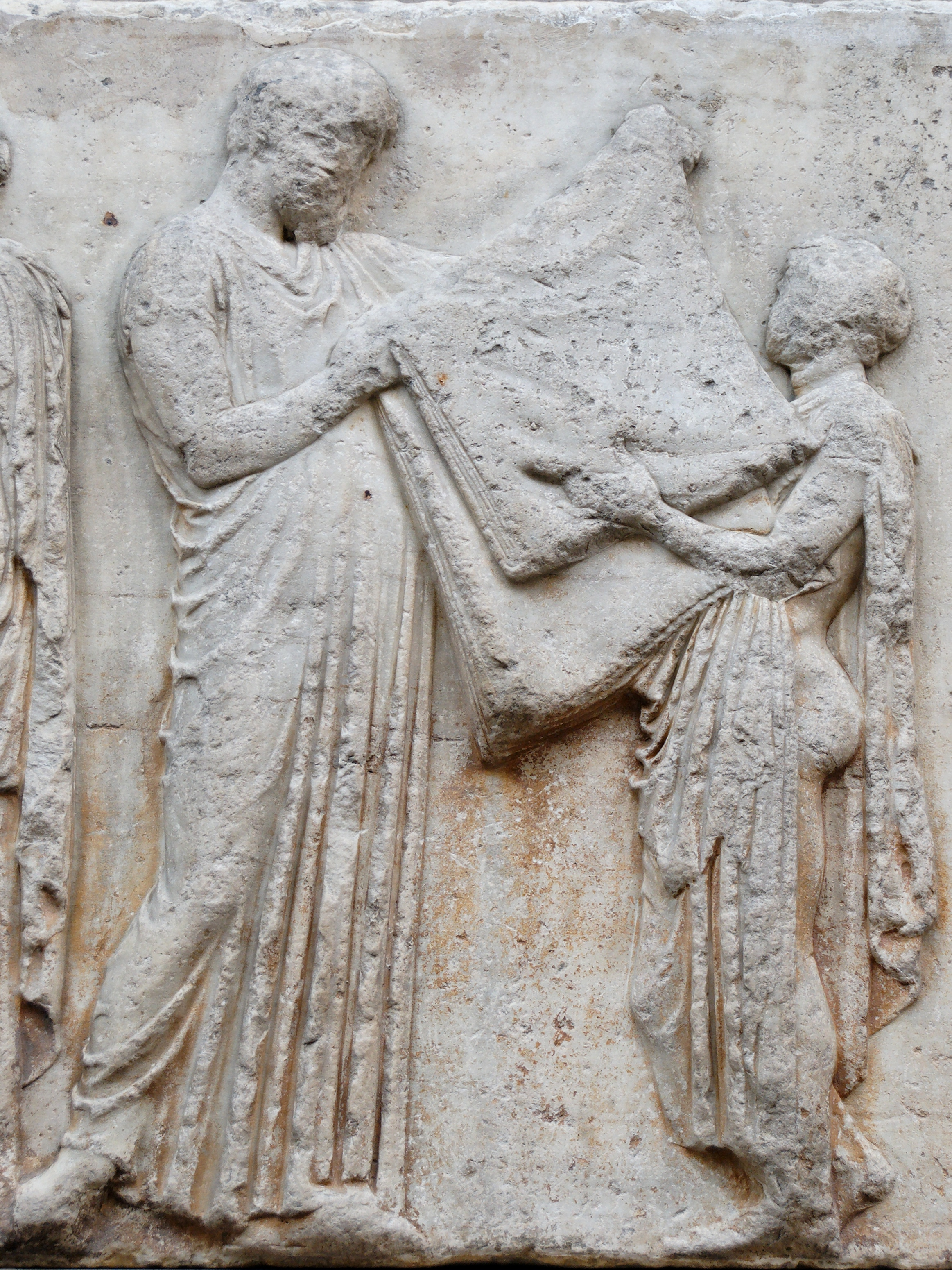
Relieve del friso del Partenón que representa un hombre, probablemente un arconte, recibiendo de un niño o de una niña una tela, que se ha interpretado como el peplo sagrado.

La procesión, que se desarrollaba el día 28 de Hecatombeón, era el acto más importante de la fiesta y sus fines fundamentales eran la ofrenda del peplo (vestidura amplia y sin mangas, con pliegues escalonados) a Atenea y la conducción de las víctimas (bueyes y ovejas) a los sacrificios. Según la opinión mayoritaria, el motivo de este ritual era la celebración de la victoria de los dioses en la Gigantomaquia y por ello se representaba este evento mítico en la tela. El peplo era tejido, durante muchos meses, por las arréforos y las ergástinas, a veces ayudadas por esclavas y era portado por las ergástinas o por las arréforos en la solemne procesión que partía desde el Cerámico o, según otras fuentes, desde el Leocoreo (o desde el Pompeion, a partir de fines del siglo V a. C.) y recorría la ciudad a través de la vía Panatenaica hasta la Acrópolis, donde se encontraba el altar de Atenea Polias. 
La participación en esta procesión significaba un gran honor. Además de las ergástinas y las arréforos, en la procesión iban los organizadores (llamados hieropes en las panateneas anuales y athlotetes en las grandes Panateneas), arcontes, altos cargos militares, ancianos con ramas de olivo (talóforos), músicos, portadoras de cestas (canéforas), portadores de cántaros (hidrióforos), personas que llevaban sillas, sombrillas y pasteles de miel y representantes del pueblo. Es también posible que participaran también personas con armas (caballeros y hoplitas).
En algún momento del periodo clásico se introdujo en la procesión la llamada «nave panatenaica», un barco al que se le colocaba el peplo como si fuera una vela. También se incorporaron a la procesión algunos metecos, clerucos, colonos y aliados.
Las diferencias principales de la procesión de las Panateneas anuales con la de las Grandes Panateneas parece que solo eran que en las primeras no figuraba ni la nave panatenaica ni los representantes de las cleruquías. Esta procesión continuó celebrándose hasta el año 395 d. C.

### Sacrificios y banquete
El festejo terminaba con grandes sacrificios en honor de Atenea Polias, de Atenea Niké, de Atenea Higía y otros de contenido misterioso realizados en el Antiguo templo de Atenea. Durante una sola festividad, las víctimas sacrificadas llegaron a ser más de 250. Después, la carne de los animales sacrificados se comía durante un gran banquete en el demo del Cerámico que cerraba por la noche el festival.

## Friso del Partenón

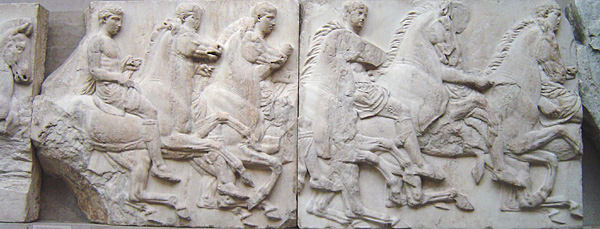
Relieve del friso del Partenón con la procesión panatenaica de jinetes montados a caballo (Museo Británico).

En el Friso del Partenón, que recorre el perímetro de la parte superior de los muros de la cella, está representada, según la interpretación más aceptada, la procesión de las Panateneas. Medía 160 metros, contaba con más de 350 figuras y fue esculpida entre los años 447-438 a. C. La procesión de las Panateneas, que se inicia en la fachada occidental, avanza en dos filas, a la vez por el norte y por el sur, y termina ante la asamblea de los dioses, en la fachada oriental. En el lado occidental figuran los preparativos, con personajes que se calzan las sandalias y enjaezan los caballos. Por los costados se ve avanzar a la caballería ya formada, precedida por carros con parejas de guerreros y por los que caminan a pie: ancianos con tallos de olivo, músicos tocando la lira y el aulos o doble flauta, jóvenes que llevan vituallas y, delante de todos, las muchachas atenienses (ergastinas) portadoras del peplos que regalan a los sacerdotes para que vistan a Atenea, la cual se acerca a la asamblea de los dioses sentados. 
La representación, no obstante, presenta diversas incógnitas, ya que no está claro si se trata de la procesión de las Panateneas anuales o la de las Grandes Panateneas; también hay dudas acerca de si se ha representado una procesión histórica o una mítica; además podría tratarse de una representación de diversos momentos de la procesión o quizá de la procesión en el momento de llegar a la acrópolis y hay también dudas en la identificación de diversos personajes.